# Armenier in Syrien

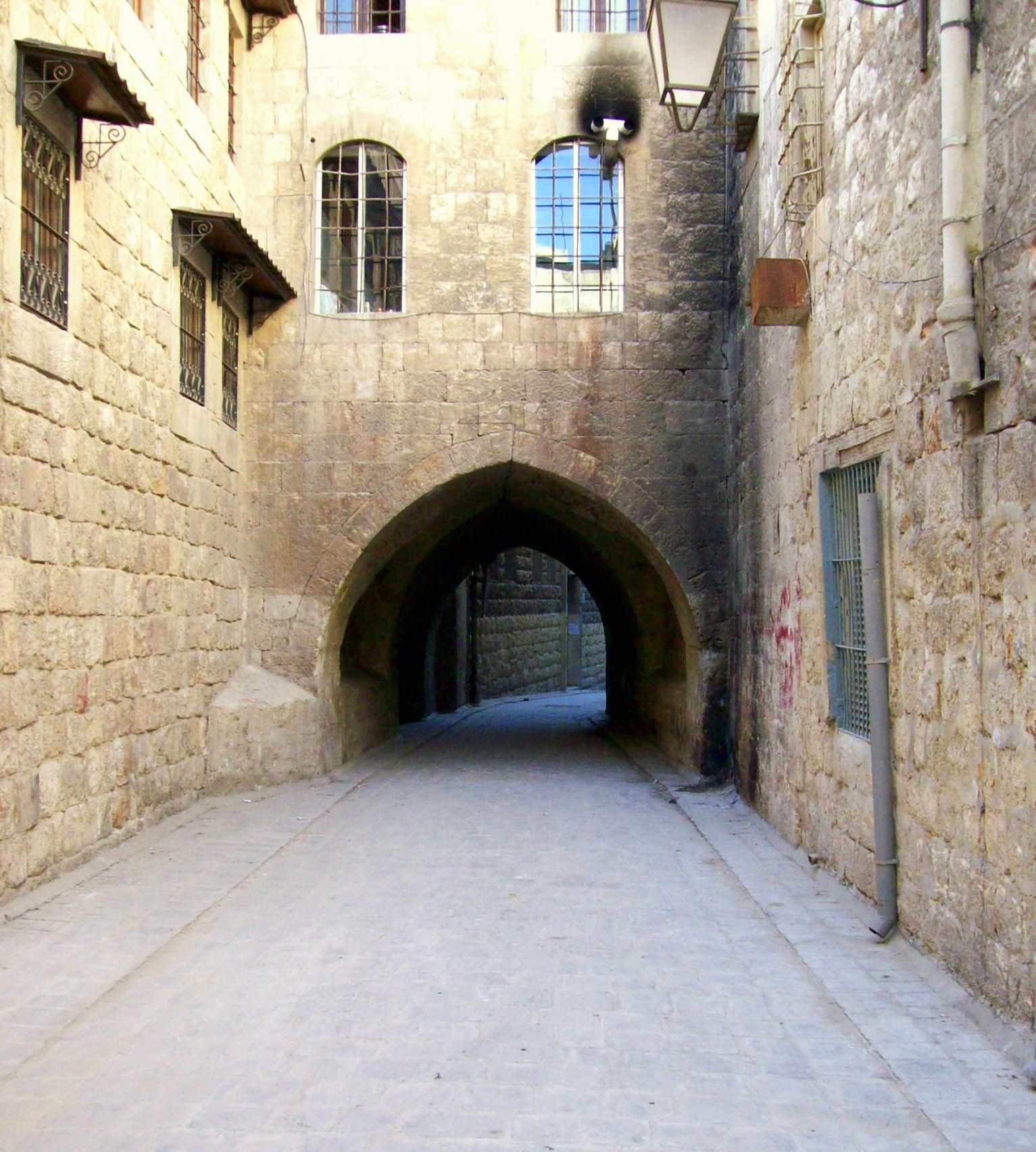
Ein Tor in Dschudaide führt zum alten armenischen Viertel von Hokedun, Aleppo

Die Armenier in Syrien sind syrische Bürger mit entweder teilweiser oder gänzlicher armenischer Herkunft. Syrien und umliegende Gebiete dienten oft als Zuflucht für Armenier, die vor Kriegen und Verfolgungen wie dem Großen Völkermord flohen. Insgesamt lebten zu Beginn des Syrischen Bürgerkrieges etwa 150 bis 190 Tausend Armenischstämmige in Syrien, in der Mehrzahl in der Stadt Aleppo, daneben auch in Damaskus und Qamischli sowie in den mehrheitlich armenisch bevölkerten Orten Kessab und Jakubie. Allerdings sank die armenische Bevölkerung in Syrien aufgrund der Arabisierungspolitik in den letzten 20 Jahren und betrug um 2010 noch 100.000. Die meisten sprechen daher heute zumeist Syrisch-Arabisch neben Westarmenisch. Die verbreitetsten Religionen sind die armenisch-apostolische, die armenisch-katholische und die Armenisch-Evangelische Kirche. Ihre heutige Anzahl ist unbekannt, doch wurden von 2011 bis 2017 allein in Armenien 22.500 armenische Flüchtlinge aus Syrien registriert.

## Geschichte
Als die seldschukischen Türken ab dem 11. Jahrhundert das historische Armenien von ihren byzantinischen Herrschern gewaltsam eroberten, musste ein Strom von Armeniern ihr Heimatland verlassen, um einen sicheren Ort zum Leben zu finden. Die meisten Armenier bauten sich eine neue Zuflucht in Kilikien auf, wo ein armenisches Königreich gegründet wurde, aber viele entschieden sich auch für das nördliche Syrien. Armenische Viertel wurden in Städten wie Antiochien, Aleppo und Aintab gebildet. 
Während der Kreuzzüge entschied sich das armenische Königreich von Kilikien, sich auf die Seite der europäischen Eroberer statt auf die Seite der überwiegend türkischen Herrscher Syriens zu stellen. Vor der Belagerung von Antiochien wurden die meisten Armenier durch Yaghi-Siyan, dem türkischen Statthalter der Stadt, vertrieben, woraufhin die verbliebenen Armenier von Antiochien ihre Unterstützung für die Kreuzzügler stärkten. Daher wurden die neuen Herrscher von Antiochien Europäer. Armenische Handwerker und Ingenieure halfen den Kreuzzüglern während der Belagerung von Tyros, indem sie Belagerungsgeräte manipulierten.
Noch nach dem 12. Jahrhundert gab es viele armenische Dörfer in dieser Region. Fast alle von ihnen wurden arabisiert und islamisiert, mit Ausnahme von drei Orten: Jakubie (al-Yaʿqūbiyya), Kessab (Kasab) und Ghinemieh.

### Deir ez-Zor und der Völkermord

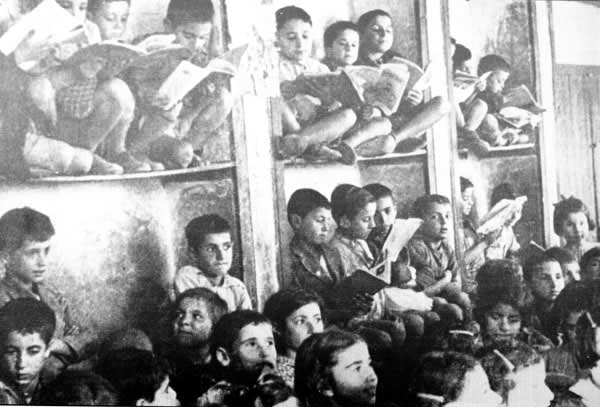
Armenische Schüler wurden in enge Klassenräume in Aleppo eingepfercht, nachdem sie durch den Völkermord an den Armeniern massenhaft in syrische Städte flohen

Obwohl die Armenier eine lange Geschichte in Syrien hatten, kamen die meisten während des Völkermordes an den Armeniern, der durch das Osmanische Reich verübt wurde. Die wichtigsten Tötungsfelder der Armenier befanden sich in der Syrischen Wüste der Region Deir ez-Zor (Euphrat-Tal). Bis zu 1,5 Millionen Armenier wurden hier ermordet und hunderttausende flohen ins historische Armenien oder ins Ausland, vor allem in die Neue Welt, nach Europa und in den Libanon. Die einheimischen syrischen Araber zögerten oft nicht, den verfolgten Armeniern Obdach zu geben und sie zu unterstützen.
1915 wurde das syrische Deir ez-Zor (Der Zor), hauptsächlich Wüstengebiet, zum Endziel der Armenier während des Völkermordes, wo sie auch getötet wurden. Ein Gedenkstättenkomplex, welcher dieser Tragödie gedenkt, wurde in der Stadt eröffnet. Er wurde von Sarkis Balmanoukian entworfen und im Jahre 1990 offiziell unter Anwesenheit des Armenischen Katholikos des Großen Hauses von Kilikien inauguriert. Der Komplex enthält Knochen und Überreste der armenischen Opfer des Völkermords, die in der Deir-ez-Zor-Wüste wiederentdeckt wurden, und wurde zu einem Wallfahrtsziel für die armenische Diaspora in Andenken an deren Tode. Am 21. September 2014 wurde er allerdings von Islamisten im syrischen Bürgerkrieg zerstört.

### Armenier im unabhängigen Syrien

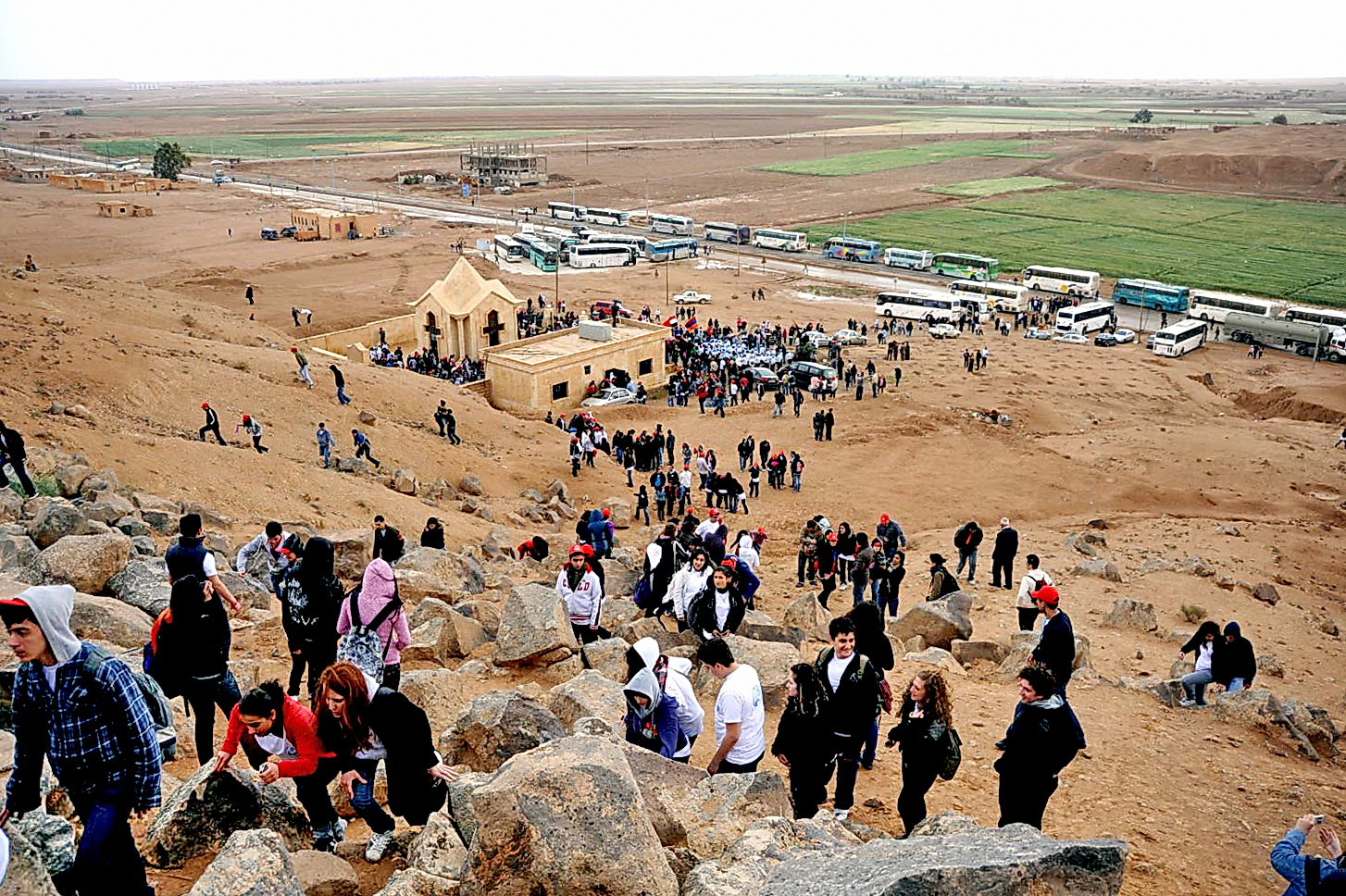
Pilgerfahrt zur (2014 von Islamisten zerstörten) Kapelle der Heiligen Auferstehung (Surp-Harutjun) in Margadeh bei Der Zor am 94. Jahrestag des Großen Völkermords, 24. April 2009

Mit dem Aufstieg des arabischen Nationalismus und des Islamismus verließen Tausende von Armeniern Syrien in Richtung Frankreich, Vereinigte Staaten, Kanada und Australien. Nach dem Zweiten Weltkrieg führte die Regierung der Armenischen Sozialistischen Sowjetrepublik eine Kampagne durch, um Armenier in der Diaspora zur Übersiedlung ins sowjetische Armenien zu bewegen. Tausende Armenier siedelten von Syrien nach Armenien um, darunter auch die Familie des späteren armenischen Präsidenten Lewon Ter-Petrosjan (* 1945 in Aleppo). Die meisten beherrschten neben dem Armenischen noch mindestens eine weitere Sprache, in der Regel arabisch oder französisch, und verfügten über eine gute Bildung.
Die meisten Armenier Syriens leben in Aleppo – um das Jahr 2010 etwa 60.000 in Aleppo von insgesamt etwa 100.000 in Syrien –, während eine kleinere Gemeinschaft in der Hauptstadt Damaskus residiert. Armenier haben ihr eigenes Viertel "Hayy al Arman" (Quartier der Armenier) in Damaskus. Armenier leben auch in den Städten Latakia, Kessab und Jakubie (al-Yaʿqūbiyya) im Nordwesten, sowie in ar-Raqqah, Tell Abyad, al-Hasakah, Qamischli, Malikiya und Raʾs al-ʿAin im Osten.
Unter der syrischen Regierung des Nationalisten Baschar al-Assad waren – wie schon unter seinem Vater Hafiz al-Assad – die Christen Syriens und damit auch die ethnischen Armenier im Rahmen des arabischen Nationalismus, einer Gegenbewegung zum Panislamismus, weitestgehend gleichberechtigt. Bei der Parlamentswahl in Syrien 2016 gelang es zwei syrischen Armeniern ein Mandat zu erringen. Eine davon ist die Historikerin Nora Arissian, womit zum ersten Mal in der Geschichte Syriens eine armenische Frau zur Parlamentsabgeordneten gewählt wurde.

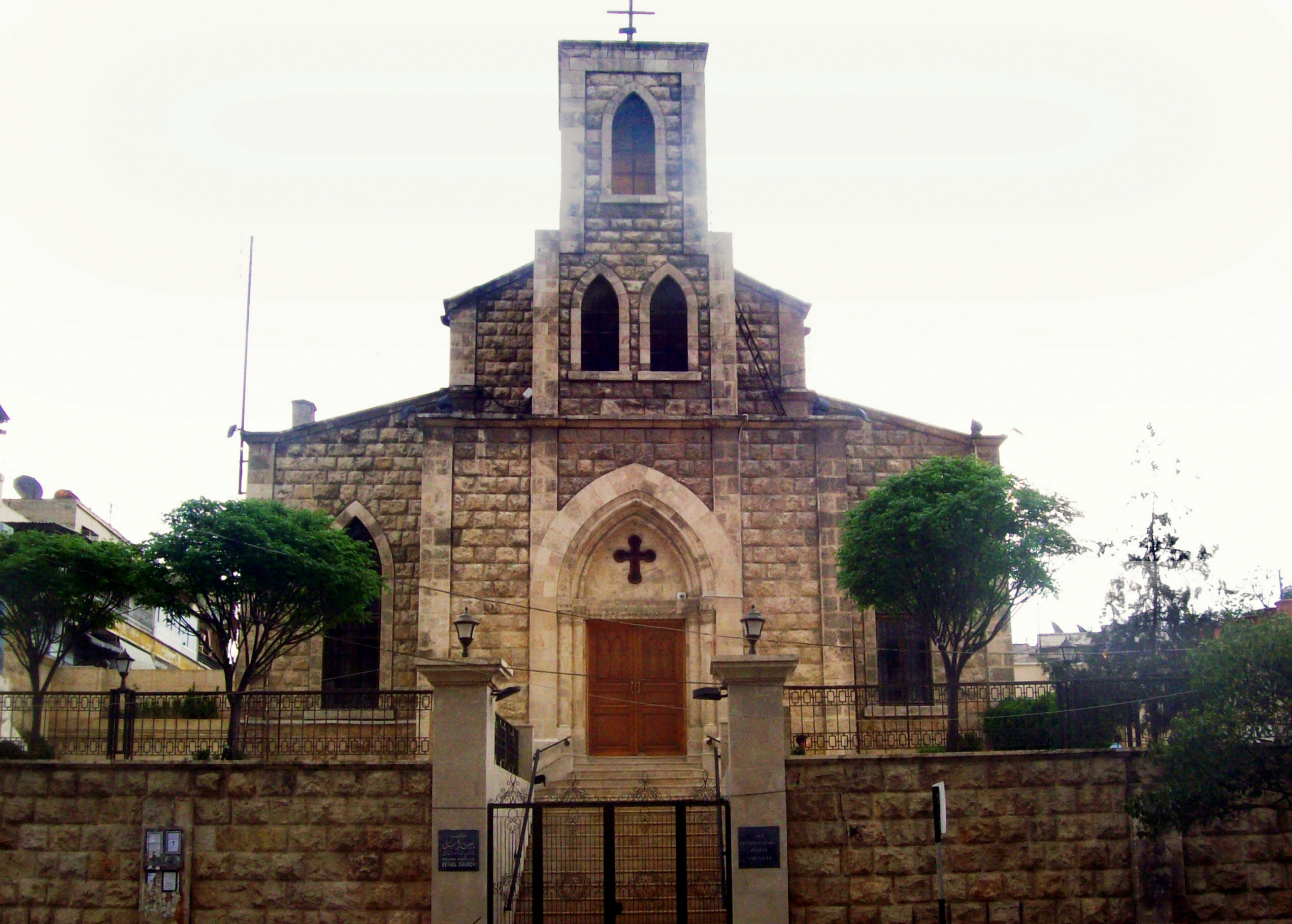
Bethel-Kirche, Aleppo

### Armenier im syrischen Bürgerkrieg
Als 2011 der syrische Bürgerkrieg begann, versuchten sich die meisten Armenier Syriens herauszuhalten, doch vertrauten sie auf den Sieg der Regierung Assads. Mit den zunehmenden Angriffen islamistischer Kräfte auf Christen schlug die Zurückhaltung in eine offene Unterstützung nahezu aller syrischen Armenier für die syrische Regierung um.

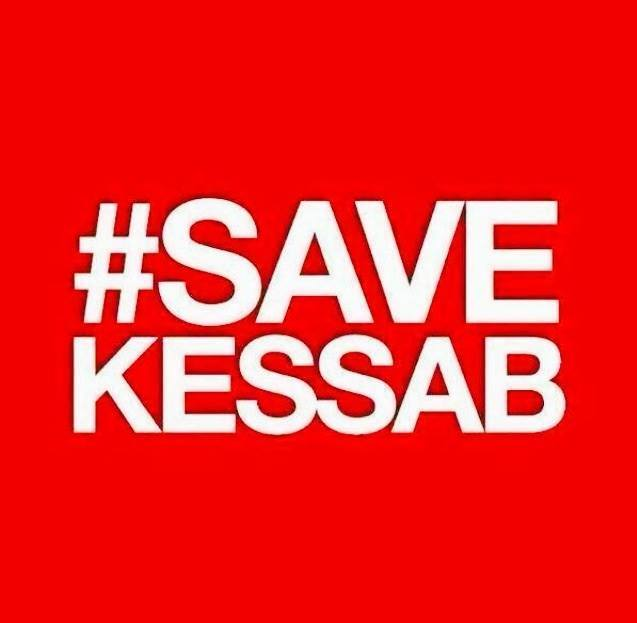
Save Kessab – Kampagne für eine Kleinstadt im äußersten Nordwesten Syriens, die vom 24. April bis zum 15. Juni 2014 von Islamisten besetzt war

Mit den zunehmenden Erfolgen der Islamisten im Bürgerkrieg, darunter der Eroberung des armenischen Dorfes Jakubie an der türkischen Grenze und der östlichen Stadtteile Aleppos, waren auch immer mehr syrische Armenier zur Flucht gezwungen. Viele fanden in der Hafenstadt Latakia, einige auch in Kessab Zuflucht, während andere nach Beirut oder in andere Städte Libanons flohen. Allerdings wurde am 24. März 2014 auch Kessab von Islamisten der al-Nusra-Front, einem Ableger al-Qaidas, mit logistischer Unterstützung der Türkei eingenommen und nach der Flucht nahezu aller Einwohner geplündert, Kirchen und Schulen dabei teilweise schwer beschädigt. Obwohl Kessab mit etwa 4000 Einwohnern nur einen kleinen Anteil der syrischen Armenier ausmachte, hat es für die Armenische Diaspora als Ort kontinuierlicher armenischer Besiedlung seit dem Mittelalter, der bereits zweimal durch Türken begangene Massaker und Völkermord erlebt hatte, eine große symbolische Bedeutung, und der Fall des Städtchens löste eine große Kampagne in den sozialen Medien und mit Demonstrationen zur Rettung der Stadt aus (Save Kessab). Kessab wurde am 15. Juni 2014 befreit, wobei die syrische Armee auch von armenischen Bürgerwehren sowie Hisbollah-Einheiten unterstützt wurde. Am folgenden Tag kehrten etwa 250 der 600 geflohenen Familien nach Kessab zurück. Noch mehr wurde allerdings der Sieg über die Islamisten in Aleppo Weihnachten 2016 von den Armeniern mit Erleichterung aufgenommen, der zu einem annähernden Erliegen des Flüchtlingsstroms nach Armenien führte. Viele Gebäude wurden im Krieg zerstört; so dauerte etwa der 2017 begonnene Wiederaufbau der armenischen Vierzig-Märtyrer-Kathedrale in Aleppo, von der nur der Kirchturm unversehrt blieb, rund zwei Jahre; die Wiedereröffnung erfolgte schließlich am 30. März 2019.

### Flucht und Rückkehr
Die Fluchtrouten der syrischen Armenier unterscheiden sich wesentlich von denen der muslimischen Flüchtlinge: So ist kaum ein Armenier über die Türkei und das Mittelmeer nach Europa gekommen. Die Republik Armenien registrierte vom Beginn des Bürgerkriegs bis Anfang 2017, also kurz nach der Befreiung Aleppos, etwa 22.500 armenisch-syrische Flüchtlinge. Angehörige der armenischen Diaspora erhalten einen armenischen Pass, und seit 2007 lässt Armenien die doppelte Staatsbürgerschaft zu. Die armenisch-syrischen Flüchtlinge in Armenien sind allerdings mit einer starken Verschlechterung ihres Lebensstandards gegenüber Vorkriegszeiten in Syrien konfrontiert. So verdient beispielsweise ein aus Syrien eingewanderter Friseur in Jerewan im Monat 200 Euro, während er in Aleppo vor 2011 etwa 50 Euro am Tag verdiente. Deswegen denken viele dieser Flüchtlinge über einen Fortzug nach Europa oder Nordamerika nach. Ein weiteres Problem für die syrischen Armenier in Armenien besteht darin, dass sie zunächst Ostarmenisch lernen müssen, das für die Westarmenisch sprechenden Flüchtlinge nur schwer zu verstehen ist. Mit der Vertreibung der Islamisten aus Kessab und Aleppo steigt wieder die Hoffnung, dass armenisch-syrische Flüchtlinge in ihre Häuser nach Syrien zurückkehren. Einige armenische Flüchtlinge sind seither zurückgekehrt, so auch aus Armenien und selbst aus Europa und Nordamerika nach Aleppo, wo beispielsweise das einst 1200 Schüler zählende armenische Karen Yeppe College – gelegen an der ehemaligen Kampflinie – im Herbst 2017 mit 400 Jungen und Mädchen wieder den Unterricht aufnehmen konnte. Es sind insbesondere die Kirchen in Syrien, darunter besonders auch die armenisch-evangelische Kirche, welche die armenischen und andere Christen vom Verbleiben in Syrien bzw. der Rückkehr nach Syrien überzeugen wollen.

## Musik, Kunst und Theater
Viele Armenier aus Syrien hatten in den Bereichen Musik und Theater nationalen und internationalen Ruhm erlangt. Salloum Haddad aus dem armenischen Dorf Yacoubiyah ist ein berühmter zeitgenössischer Schauspieler im syrischen und arabischen Drama. Ruba al-Jamal (gestorben 2005) war ein bekannter klassischer arabischer Liederkünstler, der als Dzovinar Garabedian geboren wurde. Viele andere syrisch-armenische Sänger und Musiker wurden zu renommierten Künstlern wie George Tutunjian, Karnig Sarkissian, Paul Baghdadlian, Setrag Ovigian, Arsen Grigoryan (Mro), Karno und Raffi Ohanian. Viele andere haben internationalen Ruhm erlangt, darunter Aram Tigran, Haig Yazdjian, Avraam Russo, Wadi Mrad, Talar Dekrmanjian, Lena Chamamyan und Dirigent des Syrischen Nationalsymphonieorchesters Missak Baghboudarian.

## Medien

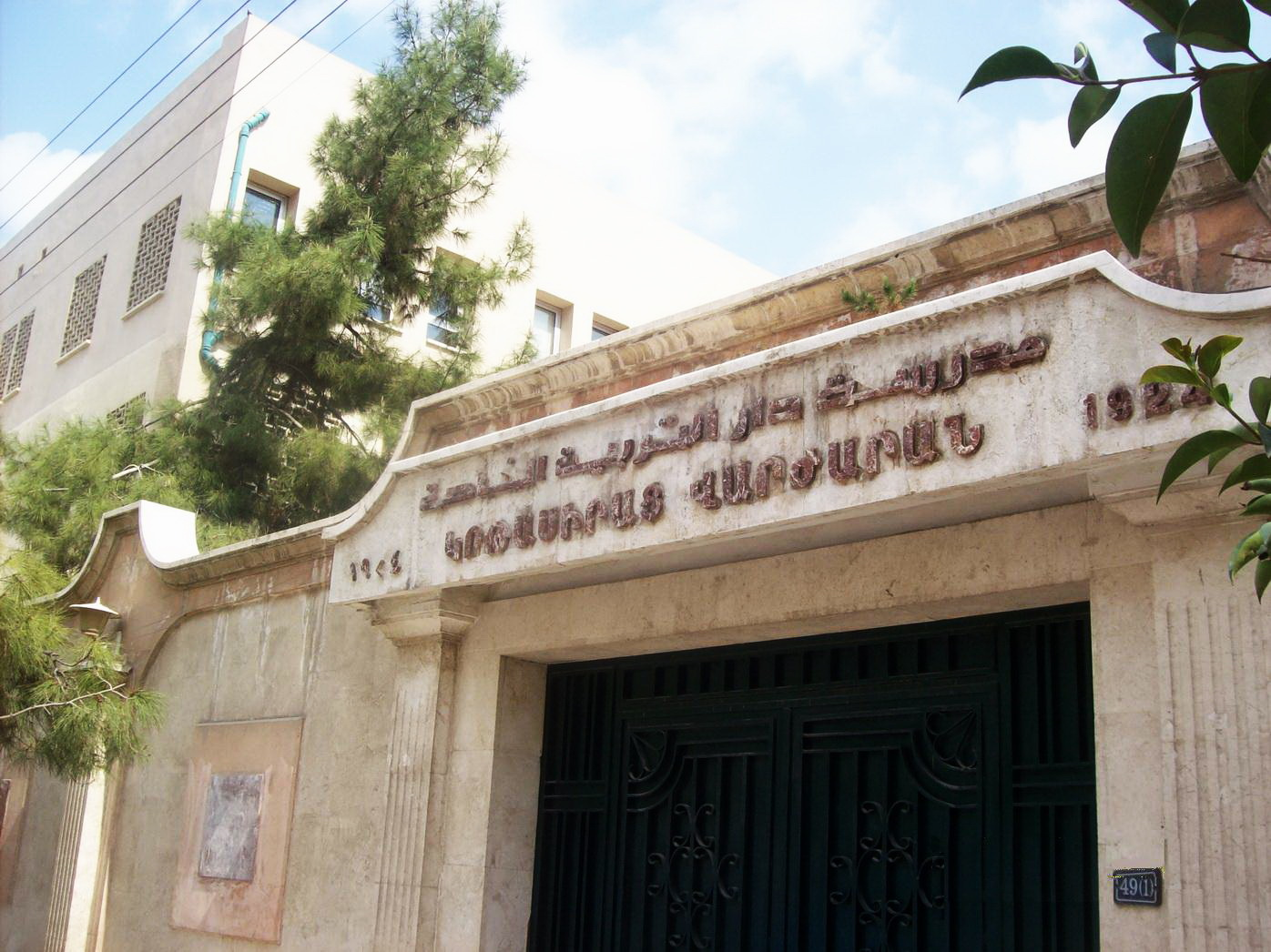
Gertasiraz-Oberschule in Aleppo

Syrien hat eine reiche Tradition an Medien und Veröffentlichungen in armenischer Sprache. Armenische Tageszeitungen, die inzwischen nicht mehr bestehen hatten in Relation zur kleinen armenischen Bevölkerung sehr große Auflagen. Die tägliche Hay Tsayn (1918–1919), die alle zwei Tage erscheinenden Darakir (1918–1919) und Yeprad (1919) zählen zu den ersten veröffentlichten Zeitungen Syriens. Eine Welle von Publikationen folgte in den zwanziger und dreißiger Jahren: Suryagan Surhantag (1919–1922), Suryagan Mamul (1922–1927), die täglichen Yeprad (1927–1947), Surya (1946–1960) und Arevelk (1946–1963).
Syrische Herausgeber leisten einen großen Beitrag bei der Übersetzung armenischer Literatur und akademischer Studien in das Arabische. Es ist erwähnenswert, das die erste arabischsprachige Zeitung durch den Aleppiner Journalisten Rizqallah Hassoun im Jahre 1855 in Konstantinopel veröffentlicht wurde.

## Galerie

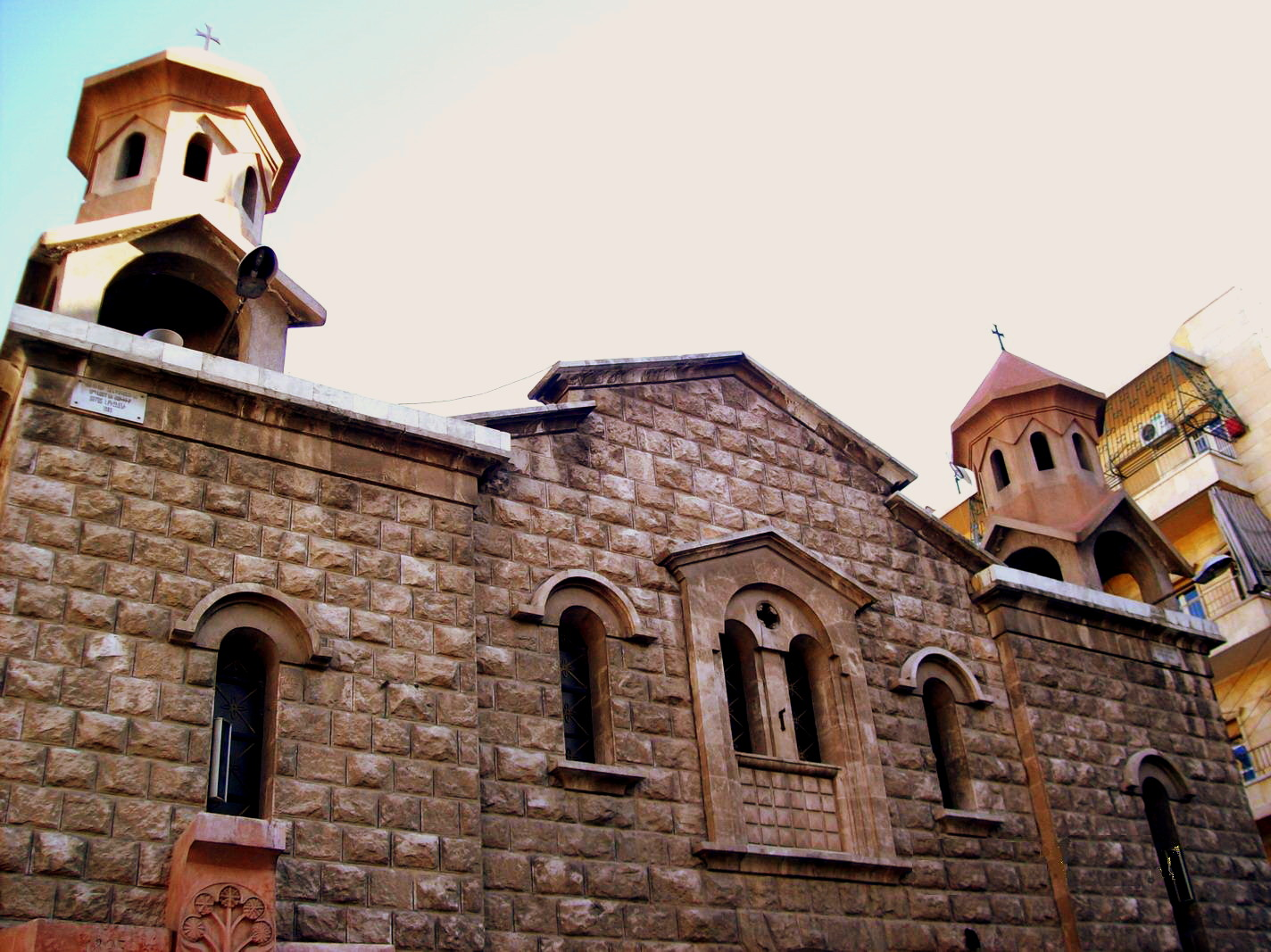
Surp-Kework-Kirche von Aleppo
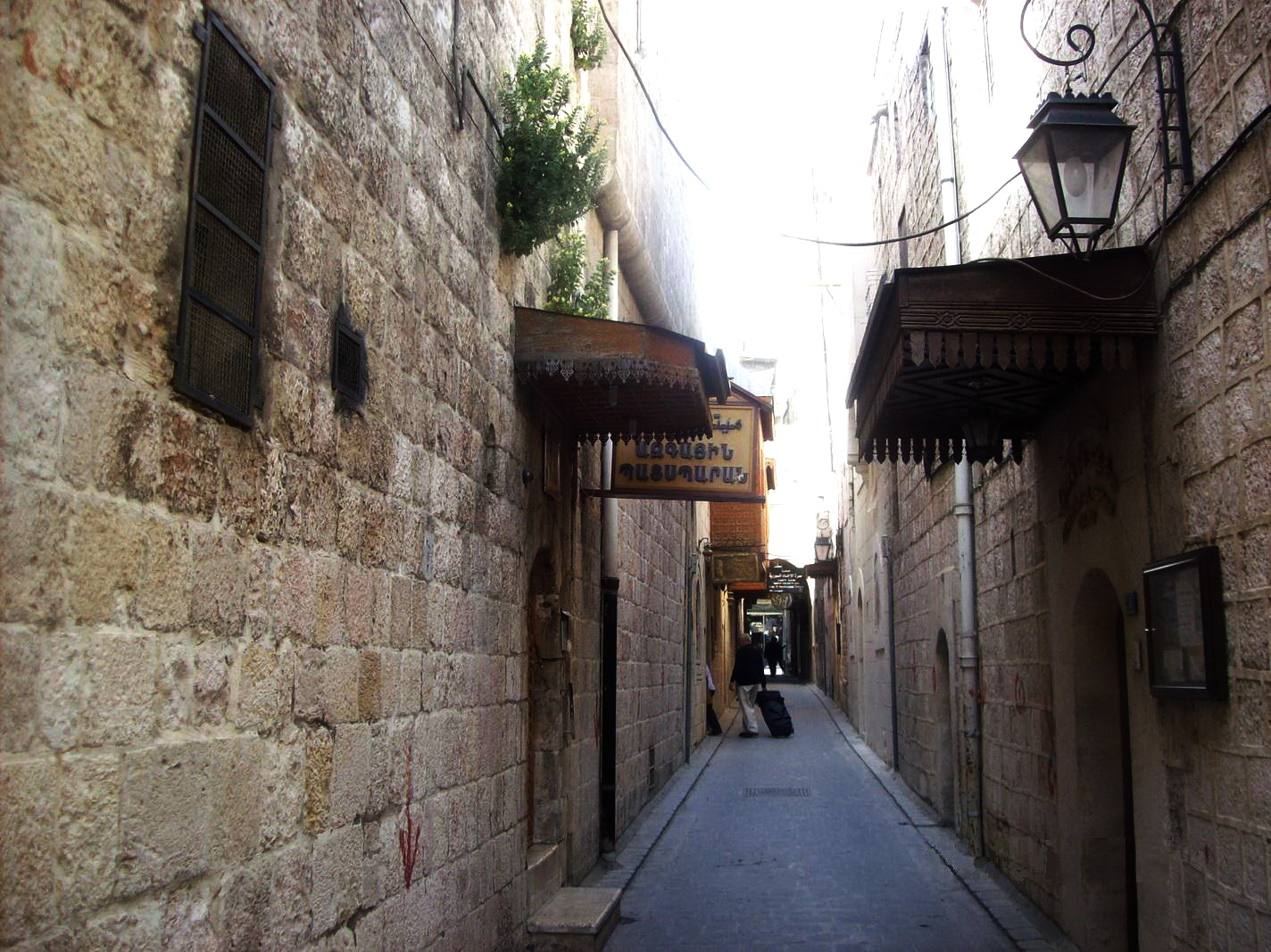
Das Armenische Waisenhaus in Dschudaide, Aleppo
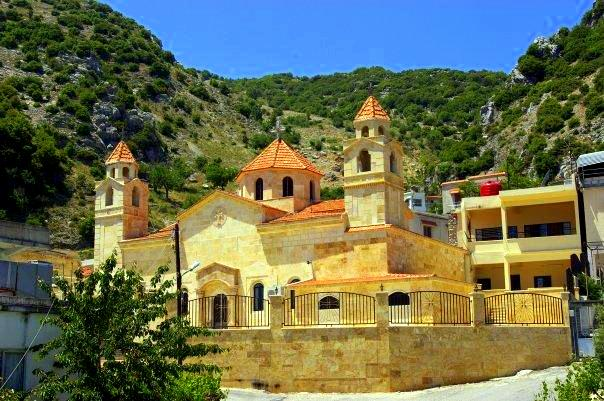
Kirche der Heiligen Mutter Gottes von Kessab
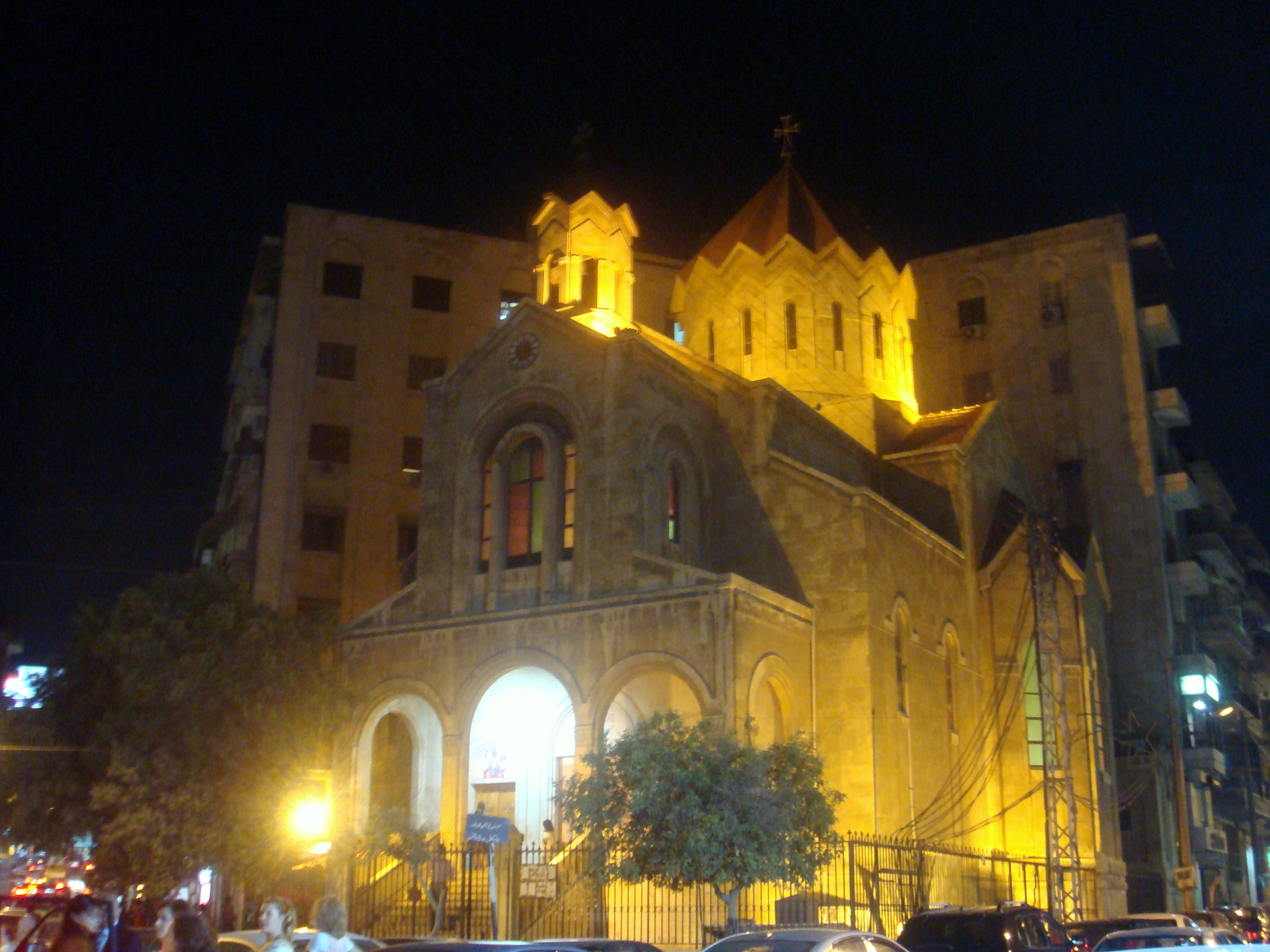
Armenisch-Katholische Heiligkreuz-Kirche, Aleppo